# Зимница (Ямболская область)
Зимница (болг. Зимница) — село в Болгарии. Находится в Ямболской области, входит в общину Стралджа. Население составляет 1838 человек.

## Политическая ситуация
В местном кметстве Зимница, в состав которого входит Зимница, должность кмета (старосты) исполняет Тенё Иванов Тенев (Болгарская социалистическая партия (БСП)) по результатам выборов.
Кмет (мэр) общины Стралджа — Митко Панайотов Андонов (Болгарская социалистическая партия (БСП)) по результатам выборов.